# 少林英雄之方世玉洪熙官
《少林英雄之方世玉洪熙官》（英語：Shaolin Avengers）是1994年上映的功夫片和动作片，上海电影制片厂製作發行，上海市上投宝业公司協助拍攝。

## 剧情
电影讲述了清朝乾隆帝为了稳固政权，铲除异己，用高官厚禄收买部分汉人，同时利用他们对付反清复明的洪熙官、方世玉等人的故事。
1773年（乾隆三十八年），少林寺的叛徒高进忠带着清朝官兵围剿少林寺，他们攻入少林寺，无恶不作，将少林寺子弟悉数杀尽，少林寺也焚于兵火。幸存的少林寺弟子发誓报仇雪恨，他们寻找高进忠和曾必忠，结果寻仇失败，只得远走到清朝势力尚为弱小的广东省广州城。
广州城一户姓方的大户人家，有个调皮捣蛋的儿子方世玉，喜好习武，不爱读书，经常在广州城惹是生非。一日，广州地头蛇雷老虎遗孀雷夫人李小环替丈夫报仇，来找方世玉索命。雷夫人的岳丈李巴山功夫非常高强，想将方世玉杀死。幸亏“琼花会”的洪熙官出手相助，方世玉才得以活命。
李巴山被洪熙官的虎鹤双形拳击伤，回家之后就逝世了。这时候，高进忠正好被乾隆帝任命为广州提督，李巴山正好是他的世伯。高进忠为报仇雪恨，密谋出计策，想暗地里将少林寺弟子一网打尽。
天地会广西分会会长“擎天掌”唐峰的女儿唐姑娘被清朝官兵追杀，得遇方世玉而得救。方世玉的母亲对唐姑娘甚为喜欢，就向唐峰提亲，得到了唐峰的应允，两家结为亲家。
不久之后，洪熙官去打劫清朝官兵的军火，被高进忠的伏兵所败。而方世玉结婚的那天，方世玉全家被高进忠灭门。这时候，大家才知道，唐姑娘并不是反清复明的勇士，而是雷夫人的弟妹、高进忠的奸细。
高进忠杀了方世玉全家之后，气焰嚣张，权力欲望达到巅峰，把两广总督曾必忠也杀了。唐姑娘看到高进忠丧心病狂的行为之后，深有悔意，和方世玉、洪熙官同归于好。洪熙官想出一计谋，假传圣旨诏令高进忠进京受封，在路上埋伏伏兵，把高进忠及其余党歼灭。

## 演员
- 钱嘉乐 出演 方世玉。反清复明的勇士，广州人。
- 林正英 出演 洪熙官。反清复明的勇士，少林寺的弟子。
- 孫國明 出演 高進忠。滿清官員，殘害反清義士，少林寺叛徒。
- 斯琴高娃 出演 方世玉的母亲。
- 关海山 出演 方世玉的父亲。
- 陈少鹏
- 午马 出演 孔乙己。

## 制作
电影的主演为钱嘉乐，他是在1985年出道的。